# アルデンヌの戦い (映画)
『アルデンヌの戦い』（伊: Dalle Ardenne all'inferno、英: Dirty Heroes）は、1967年に公開されたイタリアの戦争映画。監督はアルベルト・デ・マルチーノ。出演はフレデリック・スタフォードなど。
内容は、題名にもなっている史実のアルデンヌの戦いとは無関係で、終戦間近いオランダを舞台にしたイタリア製戦争アクションである。

## キャスト
| 役名                 | 俳優                       | 日本語吹替   | 日本語吹替   |
| 役名                 | 俳優                       | フジテレビ版 | テレビ東京版 |
| -------------------- | -------------------------- | ------------ | ------------ |
| セサミ（ジョー）     | フレデリック・スタフォード | 井上孝雄     | 前田昌明     |
| クリスティーナ       | ダニエラ・ビアンキ         | 上田みゆき   | 池田昌子     |
| フォン・カイスト将軍 | クルト・ユルゲンス         | 久松保夫     | 川久保潔     |
| リュック・ロルマン   | アドルフォ・チェリ         | 森山周一郎   | 大塚周夫     |
| オコナー             | ジョン・アイアランド       |              |              |
| ペトロスキー         | ミシェル・コンスタンタン   | 小林清志     |              |
| ハスラー             | ヘルムート・シュナイダー   | 家弓家正     |              |
| ランダル             | ハワード・ロス             | 仲木隆司     |              |
| マーサ               | ファイダ・ニコルス         | 弥永和子     |              |
| パルチザン           | ジャック・モノー           |              |              |
| アメリカ軍大佐       | アンソニー・ドーソン       |              |              |

- フジテレビ版：初回放送1976年5月7日『ゴールデン洋画劇場』21:00-22:54
- テレビ東京版：初回放送1980年5月6日『火曜特別ロードショー』20:06-22:24 ※ノーカット放送

## スタッフ
- 監督：アルベルト・デ・マルチーノ（イタリア語版）
- 製作：エドモンド・アマティ（イタリア語版）
- 原案・脚本：ディノ・ヴェルデ（イタリア語版）、ヴィンチェンツォ・マンニーノ（イタリア語版）、アルベルト・デ・マルチーノ
- 撮影：ジョヴァンニ・ベルガミーニ
- 編集：オッテロ・コランジェリ（イタリア語版）
- 美術：ネッド・アジャーニ（イタリア語版）
- 衣裳：ガイア・ロマニーニ
- 音楽：エンニオ・モリコーネ、ブルーノ・ニコライ（イタリア語版）
- フジテレビ版・テレビ東京版吹替制作：ザック・プロモーション[2]